# Palicourea steyermarkii
Palicourea steyermarkii är en måreväxtart som beskrevs av Charlotte M. Taylor. Palicourea steyermarkii ingår i släktet Palicourea och familjen måreväxter. Inga underarter finns listade i Catalogue of Life.